# Theridion sibiricum
Theridion sibiricum là một loài nhện trong họ Theridiidae.
Loài này thuộc chi Theridion. Theridion sibiricum được Yuri M. Marusik miêu tả năm 1988.